# Полицейско куче
„К-9“ сочи насам. За филма със същото име вижте К-9 (филм)
Полицейското куче е служебно куче, обучено специално да подпомага полицията и други опазващи реда институции в тяхната работа. В англоезичните държави често се използва термина „К-9“, което е омофон на „canine“, дума, която се използва най-вече за кучета и подобни на кучета животни.
В много държави нараняването или убиването на полицейско куче е тежко престъпление, поради което виновникът носи много по-тежка отговорност, отколкото при същото действие с обикновено животно според законите за защита на правата на животните. В много институции защитаващи реда и закона полицейските кучета работят с бронежилетки и понякога отиват далеч, когато правят баджове и лични карти на кучетата си. Освен това, полицейско куче, убито, защитавайки закона, получава пълно полицейско погребение.